# ألبينو دوناتي
ألبينو دوناتي (بالإيطالية: Albino Donati)‏ هو سياسي إيطالي، ولد في 31 مارس 1902 في إيطاليا، وتوفي في 17 يوليو 1972. حزبياً، نشط في الحزب الديمقراطي المسيحي الإيطالي. وقد انتخب عضو مجلس الشيوخ الإيطالي (18 أبريل 1948 – ).